# Lill-Vitskärsdiket
Lill-Vitskärsdiket är en sjö i Umeå kommun i Västerbotten och ingår i Umeälven-Hörnåns kustområde.